# ميدالية الخدمة للملكة
ميدالية الخدمة للملكة هي ميدالية تمنحها حكومة نيوزيلندا لتكريم ومكافأة الأفراد عن اسهاماتهم البارزة في الخدمة التطوعية للمجتمع أو إنجازاتهم في الخدمة العامة أثناء توليهم المناصب العامة المنتخبة أو المعينة.

## لمحة تاريخية
أنشئت ميدالية الخدمة للملكة في عام 1975 وقد حلت محل وسام الخدمة الإمبراطورية في دولة نيوزيلندا.

### في الفترة ما بين عامي 1975–2007
كانت الميداليات تُصنع في دار سك العملة الملكية، وكانت ميدالية الخدمة للملكة الأصلية مصنوعة من الفضة الإسترلينية بطول قطر يبلغ 36 ملم (1.4 بوصة)، ويحمل وجهها الأمامي صورة لتمثال الملكة مثل شارة وسام خدمة الملكة، ويحيط بصورة التمثال اسم الملكة إليزابيث الثانية ديل جراتيا ريجينا ف. د. بينما يظهر على الوجه الخلفي للميدالية شعار النبالة النيوزيلندي المُحاط بنقش ميدالية خدمة الملكة، واسم القسم الفرعي الذي تُمنح فيه الميدالية، والذي إما أن يكون لخدمة المجتمع أو للخدمات العامة. كما نُقشت على الوجه الخلفي للميدالية الأحرف الأولى من اسم الحاصل على الميدالية ويُكتب اسمه أيضاً على حافة الميدالية.

### منذ عام 2007 وحتى الآن
تصنّع شركة توماس فاتوريني المحدودة في مقاطعة برمنغهام بالمملكة المتحدة النسخة الحالية من شارة وميدالية الخدمة للملكة. لا تزال الميدالية الحالية لخدمة الملكة تُصنع من الفضة الإسترلينية، وبنفس طول قطرها البالغ 36 مم، بيد أن الوجه الأول للميدالية صار يحمل صورة التمثال الذي صممه إيان رانك برودلي للملكة إليزابيث الثانية محاطاً بعبارة إليزابيث الثانية ملكة نيوزيلندا، ويحمل الوجه الخلفي للميدالية شعار النبالة النيوزيلندي المحاط بنقش لعبارة ميدالية خدمة الملكة في الأعلى وفي الأسفل كُتبت الحروف الدالة على القسم الفرعي الذي تُمنح فيه الميدالية.

## شريط الميدالية
يُعلّق كل من الإصدار السابق والحالي من الميدالية باستخدام شريط بعرض 36 مم، وله حواف رفيعة ملونة باللون الأحمر بينما يحتوي في المنتصف على خطوط متناوبة ملونة بألوان الأحمر، والأبيض والأسود على هيئة خطوة تنازلية من اليسار إلى اليمين. استوحي تصميم شريط الميدالية من نمط الماوري بوتاما المستخدم في لوحات حائط التوكوتوكو، وكثيراً ما يتم تفسيره باعتباره درج الصعود إلى الجنة، ولكنه في هذه الحالة يشير إلى الترقي في مستويات خدمة المجتمع النيوزيلندي.